# Männerlist grösser als Frauenlist
Bărbații sunt mai șireți decât femeile (în original Männerlist grösser als Frauenlist) este o operă (de tip Singspiel) neterminată de Richard Wagner. din 1837-1838.